# Oskar Strnad
Oskar Strnad (Vienna, 26 ottobre 1879 – Bad Aussee, 3 settembre 1935) è stato un architetto, scenografo e scultore austriaco, uno dei maggiori esponenti della Scuola di architettura di Vienna, nonché scenografo del cinema muto di lingua tedesca. Tra i suoi allievi si ricorda Margarete Schütte-Lihotzky.

## Biografia
Strnad nacque a Vienna il 26 ottobre 1879 da una famiglia di origine ebraica. Dal 1909 al 1935 fu professore all'Università di arti applicate di Vienna insieme a Josef Hoffmann. Dal 1918 creò progetti per un "teatro rotondo" (Rundtheater) in collaborazione con la sua allieva Margarete Lihotzky. Tra gli altri suoi allievi vi furono successivamente gli architetti e scenografi cinematografici Artur Berger e Harry Horner. Nel 1923 Strnad costruì il Drei-Szenen-Theater ("teatro a tre scene"), un palcoscenico diviso in tre parti all'interno di un auditorium circolare.
Dal 1919 fu scenografo del Wiener Volkstheater. In seguito Strnad progettò numerose scenografie molto apprezzate per la Wiener Staatsoper, tra cui quelle per il Wozzeck di Alban Berg e per la prima di Jonny spielt auf di Ernst Krenek. Progettò anche gli interni per gli sfarzosi capolavori del Wiener Film come Maskerade (1934) ed Episode (1935).
Morì a Bad Aussee il 3 settembre 1935.

## Opere
(elenco parziale)
- 1914 - Padiglione austriaco dell'Esposizione Universale del 1914, con Josef Hoffmann
- 1925 - Padiglione austriaco dell'Esposizione Internazionale delle Arti Decorative e Industriali Moderne (1925), con Josef Hoffmann
- 1918 - Rundtheater progettato nel 1917
- 1923 - realizzazione del Drei-Szenen-Theater, palcoscenico a tre parti e auditorium circolare
- 1926 - un teatro ad Amsterdam
- 1932 - casa doppia, ora distrutta, nella Werkbundsiedlung di Vienna
- 1932 - case popolari (Volkshaus) a Vienna in 15, Holochergasse